# Aeroportul Miranda Downs
Aeroportul Miranda Downs (IATA: MWY, ICAO: YMIR) este un aeroport din Queensland, Australia.
Situat la o altitudine de 53 m, aeroportul dispune de o singură pistă.